# Ямская повинность
Ямска́я пови́нность — государственная повинность тяглового сельского и городского населения на Руси и в Русском царстве c X по начало XVIII века для организации перевозок лиц, состоявших на государственной службе, государственных грузов, а также дипломатов.

## Краткий обзор
Ямская повинность была введена монголо-татарами. Наибольшего развития она получила в Русском государстве в XVII веке как один из видов личных повинностей, установленный преимущественно для удовлетворения казённых (государственных) интересов. Повинность действовала до начала XVIII века.
В 1516 был образован Ямской приказ, который с середины XVI века до 1711 года ведал организацией перевозок, службой ямщиков, сбором налогов. В 1646 году вместо взимания стрелецких и ямских денег был установлен налог на соль в размере двух гривен с пуда. Ямщики жили в селениях на почтовых трактах (ямах) с семьями, в ямских избах, получали жалование. Путь ямщики измеряли в верстовых столбах, введённых 11 сентября 1764 года.

## Терминология
Понятие «ямская повинность», которое использовалось для обозначения тягловой повинности населения России, окончательно сформировавшейся в XVI веке, восходит к татарскому слову «ям».

## История и описание
Ранними формами ямской повинности были повоз, существовавший начиная с X века, а в XIII—XV веках — так называемые ям, подвода и т. п.
В конце XV века, при введении регулярных перевозок, тяглое население было обязано поддерживать в порядке пути сообщения и ямы, на которых оно по очереди содержало определённое количество подвод, проводников и поставляло продовольствие.
Ямская повинность могла отбываться или всем населением и состояла в обязанности поставлять готовые подводы и проводников по требованиям правительства, или выполнялась нарочно для того выбранными ямщиками, устроенными правительством на особых землях в ямских слободах.
В первом случае каждый раз нанимались подводы; выборные старосты и целовальники собирали со всего посадского и уездного населения деньги, на которые и нанимали «ярыжек» с подводами; ярыжки подряжались иногда на год.
Во втором случае из Москвы или из ближайшего города воеводами высылался служилый или приказный человек для устройства яма. «Ямской стройщик» расписывал дорогу, по которой предполагалось устроить ямы, на станы, отстоявшие друг от друга на 40—50 вёрст, и к каждому стану относил ближайшее население по росписи, составленной на основании платёжных книг. По приезде на стан стройщик собирал волостных людей для ямского строения и производил развод по росписи по обжам, сохам и впоследствии по известному числу дворов. «Ямских охотников» расписывали полюбовно между собой, «кому с кем смежно и сручно». Выделение охотников населением было установлено с середины XVI века, при этом население оказывало охотникам денежную и натуральную помощь.
Избрание охотника (из не тяглых, лучших людей) закреплялось особым актом, выбором, в котором обозначались обязанности ямщика. Выбор выдавался ямскому стройщику или приказчику с поручной записью и рукоприкладствами поручителей. Далее ямщик получал от населения подмогу «для дворового и лошадиного доставления», в виде денежной суммы и известного количества ржи и овса. По новгородским ямам выдавалось ямщику ежегодно по 5 рублей, 7,5 четверти ржи и 7,5 четверти овса, или по 20 рублей и по 10 четверти ржи.
Подмога выдавалась из съезжей или земской избы правительством или самой общиной. Иногда условия найма ямщика включались в порядную, по которой ямщик обязывался отправлять ямскую повинность, а община платила ему годовое жалованье. Иногда при устройстве ямской слободы частные землевладельцы обязаны были уступать часть земли под ямские дворы и пашню.
Крестьяне и посадские люди помогали ямщикам по расчистке дорог, доставляли проводников под ямские подводы и давали корм должностным лицам во время их пребывания на яме. Ямщики своей службой освобождались от податей. Данные об организации ямской повинности содержатся в так называемых «устройных книгах».
С 1500 года известны «ямские деньги» — один из основных государственных налогов в России XVI века. Наряду с ним, с 1613 года были введены «большие ямские деньги» — тяжелейший прямой налог в XVII веке.
В 1679 году должность ямского приказчика была упразднена, и непосредственное заведование избранием охотников поручено воеводам. В некоторых центрах надзор за исправлением ямской повинности поручался не воеводе, а таможенному голове.
Ямщики жили слободами и владели своей особой пашней, делившейся на равные паи. Они обязаны были держать по три мерина, но за «гоньбу» получали прогоны. Ямской приказчик записывал в особые «загонные» книги имена путешественников, их число, проезжие грамоты, количество подвод и заплаченные прогоны. В свободное время ямщики нанимались для перевозки кладей.
Различные неблагоприятные условия препятствовали надлежащему исправлению ямской повинности. Правительство принимало меры к искоренению злоупотреблений, главным образом определяя количество подвод для «разного чина людей» и размеры кладей, но ямщики продолжали «брести розно», и приходилось их сыскивать так же, как и беглых крестьян.
Кроме постоянного отправления ямской повинности, население (особенно монастыри) в военное время должно было поставлять подводы под зелье и другие военные припасы. Раскладка этой повинности производилась по живущим четвертям, причем для отбывания её несколько городов иногда списывались вместе. «Украинные» города поставляли подводы для провоза государевой казны в Крым. За подводы и проводников население получало небольшую условную плату от правительства.
Ямская повинность была отменена в начале XVIII века.
С 1842 года в Сибири ямские повинности несли местные казаки. Эта служба была поручена именно казакам по той причине, что ямская гоньба по степным трактам была крайне сложным и опасным делом, и найти нужное количество благонадежным вольнонаемных ямщиков было очень непросто. Поэтому войсковая администрация вынуждена была взять на своё попечение 179 почтовых станций с 1830 почтовыми лошадьми. За эту непростую службу казаки получали солдатский провиант и жалование, полагавшееся нижним чинам. Само же войско из земского и ясачного сбора получало за ямскую гоньбу ежегодно по 64 240 рублей. В 1865 году Александр II освободил сибирское казачество от казённой ямщины.